# Judianna Makovsky
Judianna Makovsky (24 agosto 1967) è una costumista statunitense, nota soprattutto per i suoi costumi per Harry Potter e la pietra filosofale, Hunger Games e diversi film della Marvel.

## Filmografia parziale
- Giardini di pietra (Gardens of Stone), regia di Francis Ford Coppola (1987)
- Big, regia di Penny Marshall (1988)
- Tucker - Un uomo e il suo sogno (Tucker: The Man and His Dream), regia di Francis Ford Coppola (1988)
- Il mistero Von Bulow (Reversal of Fortune), regia di Barbet Schroeder (1990)
- Dick Tracy, regia di Warren Beatty (1990)
- 6 gradi di separazione (Six Degrees of Separation), regia di Fred Schepisi (1993)
- C'eravamo tanto odiati (The Ref), regia di Ted Demme (1994)
- Lo specialista (The Specialist), regia di Luis Llosa (1994)
- Pronti a morire (The Quick and the Dead), regia di Sam Raimi (1995)
- La piccola principessa (A Little Princess), regia di Alfonso Cuarón (1995)
- L'Albatross - Oltre la tempesta (White Squall), regia di Ridley Scott (1996)
- Lolita, regia di Adrian Lyne (1997)
- L'avvocato del diavolo (The Devil's Advocate), regia di Taylor Hackford (1997)
- Paradiso perduto (Great Expectations), regia di Alfonso Cuarón (1998)
- Amori & incantesimi (Practical Magic), regia di Griffin Dunne (1998)
- Pleasantville, regia di Gary Ross (1998)
- Gioco d'amore (For Love of the Game), regia di Sam Raimi (1999)
- La leggenda di Bagger Vance (The Legend of Bagger Vance), regia di Robert Redford (2000)
- Harry Potter e la pietra filosofale (Harry Potter and the Philosopher's Stone), regia di Chris Columbus (2001)
- Seabiscuit - Un mito senza tempo (Seabiscuit), regia di Gary Ross (2001)
- Il mistero dei Templari - National Treasure (National Treasure), regia di Jon Turteltaub (2004)
- X-Men - Conflitto finale (X-Men: The Last Stand), regia di Brett Ratner (2006)
- Mr. Brooks, regia di Bruce A. Evans (2007)
- Il mistero delle pagine perdute - National Treasure (National Treasure: Book of Secrets), regia di Jon Turteltaub (2007)
- Aiuto vampiro (Cirque du Freak: The Vampire's Assistant), regia di Paul Weitz (2009)
- L'ultimo dominatore dell'aria (The Last Airbender), regia di M. Night Shyamalan (2010)
- Trespass, regia di Joel Schumacher (2011)
- Hunger Games (The Hunger Games), regia di Gary Ross (2012)
- Comic Movie (Movie 43), regia di autori vari (2013)
- The Face of Love, regia di Arie Posin (2013)
- Captain America: The Winter Soldier, regia di Anthony e Joe Russo (2014)
- Gli ultimi giorni nel deserto (Last Days in the Desert), regia di Rodrigo García (2015)
- Piccoli brividi (Goosebumps), regia di Rob Letterman (2015)
- Captain America: Civil War, regia di Anthony e Joe Russo (2016)
- Guardiani della Galassia Vol. 2 (Guardians of the Galaxy Vol. 2), regia di James Gunn (2017)
- Avengers: Infinity War, regia di Anthony e Joe Russo (2018)
- Avengers: Endgame, regia di Anthony e Joe Russo (2019)
- The Suicide Squad - Missione suicida (The Suicide Squad), regia di James Gunn (2021)
- The Gray Man, regia di Anthony e Joe Russo (2022)
- Guardiani della Galassia Vol. 3 (Guardians of the Galaxy Vol. 3, regia di James Gunn (2023)
- The Electric State, regia di Anthony e Joe Russo (2025)
- Superman, regia di James Gunn (2025)

## Riconoscimenti
- Premio Oscar
  - 1999 – Candidatura per i migliori costumi per Pleasantville
  - 2002 – Candidatura per i migliori costumi per Harry Potter e la pietra filosofale
  - 2004 – Candidatura per i migliori costumi per Seabiscuit - Un mito senza tempo
- BAFTA
  - 2002 – Candidatura per i migliori costumi per Harry Potter e la pietra filosofale

- Saturn Award
  - 1999 – Candidatura per i migliori costumi per Pleasantville
  - 2002 – Migliori costumi per Harry Potter e la pietra filosofale
  - 2007 – Candidatura per i migliori costumi per X-Men - Conflitto finale
  - 2019 – Candidatura per i migliori costumi per Avengers: Endgame